# Estland i olympiska vinterspelen 1936
Estland deltog med 5 deltagare vid de olympiska vinterspelen 1936 i Garmisch-Partenkirchen. Ingen av landets deltagare erövrade någon medalj.